# 平花鱂
平花鱂，為輻鰭魚綱鯉齒目鯉齒亞目花鳉科的其中一種，分布於非洲艾德華湖、喬治湖、伊圖裡河等流域，體長可達6公分，屬肉食性，生活習性不明。